# Yanteles
Le Yanteles est un volcan du Chili qui se présente sous la forme d'un stratovolcan recouvert de glaciers et comportant cinq sommets principaux, le plus élevé culminant à 2 042 mètres d'altitude. Son activité volcanique est inconnue, une éruption se serait produite le 20 février 1835.